# 30070 Thabitpulak
30070 Thabitpulak è un asteroide della fascia principale. Scoperto nel 2000, presenta un'orbita caratterizzata da un semiasse maggiore pari a 2,2571024 UA e da un'eccentricità di 0,1305615, inclinata di 6,53384° rispetto all'eclittica.